# Prosopocera brunnescens
Prosopocera brunnescens är en skalbaggsart som beskrevs av Stefan von Breuning 1967. Prosopocera brunnescens ingår i släktet Prosopocera och familjen långhorningar. Inga underarter finns listade i Catalogue of Life.